# Humphrey (Arkansas)
Humphrey è una città degli Stati Uniti d'America situata nello Stato dell'Arkansas, nella Contea di Arkansas e in parte nella Contea di Jefferson.